# Dio (Silly)
Pour les articles homonymes, voir Dio.
Dio est une commune rurale située dans le département de Silly de la province de Sissili dans la région du Centre-Ouest au Burkina Faso.

## Éducation et santé
La commune accueille un dispensaire isolé.